# Завод 1-октену в Таррагоні
Завод 1-октену в Таррагоні — підприємство нафтохімічної промисловості Іспанії, створене компанією Dow Chemical у Каталонії.
Розташоване на узбережжі Середземного моря місто Таррагона є головним центром нафтохімічної промисловості Іспанії — тут, зокрема, діють дві установки парового крекінгу компаній Dow Chemical та Repsol, а також установка дегідрогенізації пропану. В 2007-му їх доповнило створене тією ж компанією Dow Chemical виробництво 1-октену (альфа-олефін, котрий переважно використовується як ко-полімер).
Головною сировиною для роботи заводу є бутадієн, котрий у великих обсягах містить фракція С4, отримана на установці парового крекінгу. 1-октен продукують шляхом теломеризації за двостадійною технологією, перший етап якої передбачає реакцію бутадієна з метанолом, а після другого на виході отримують цільовий альфа-олефін та все той же метанол.
Річна потужність установки становить 100 тисяч тон.